# Животворний Хрест

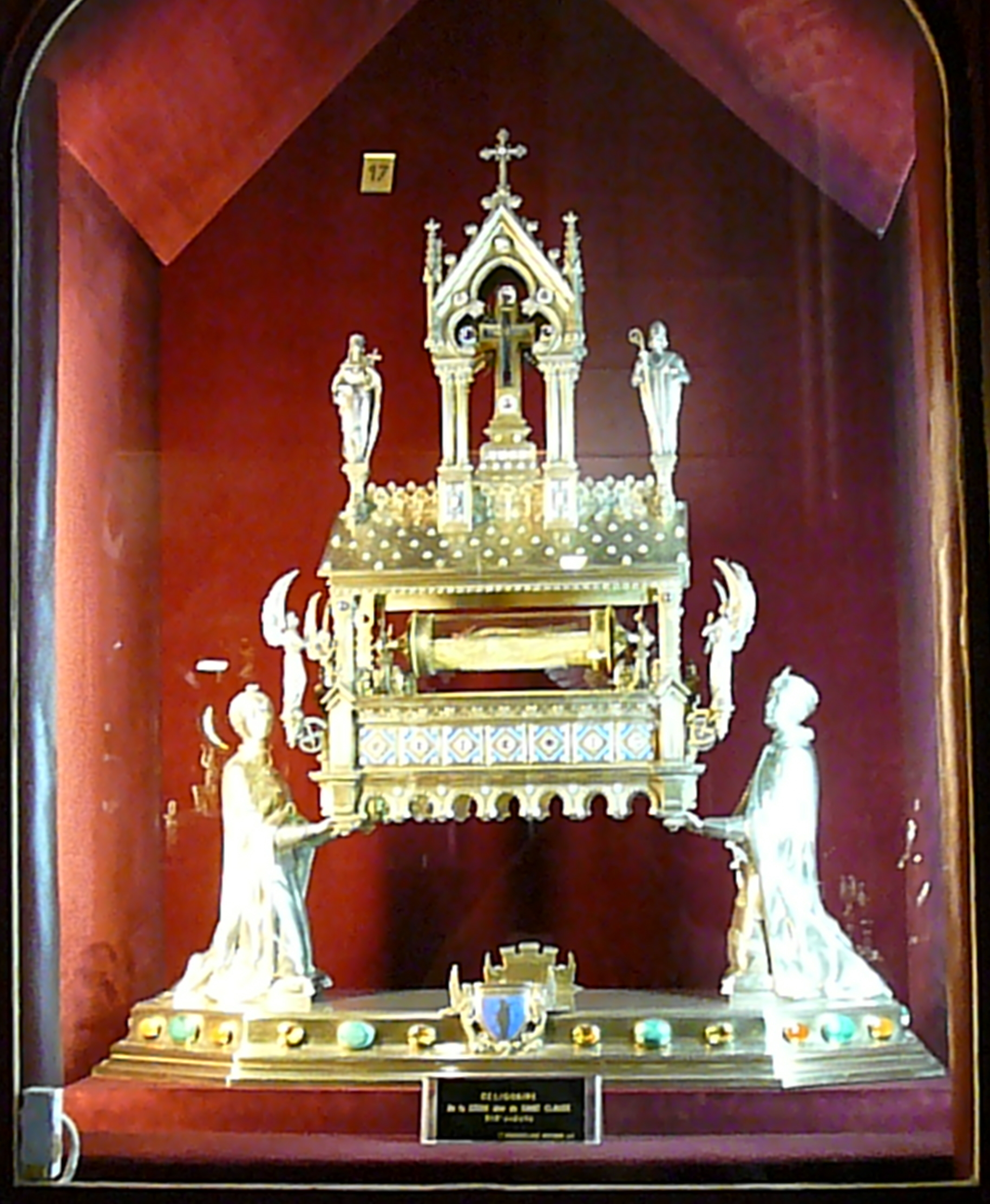
Релікварій з частиною Животворного Хреста у Соборі Паризької Богоматері
2017

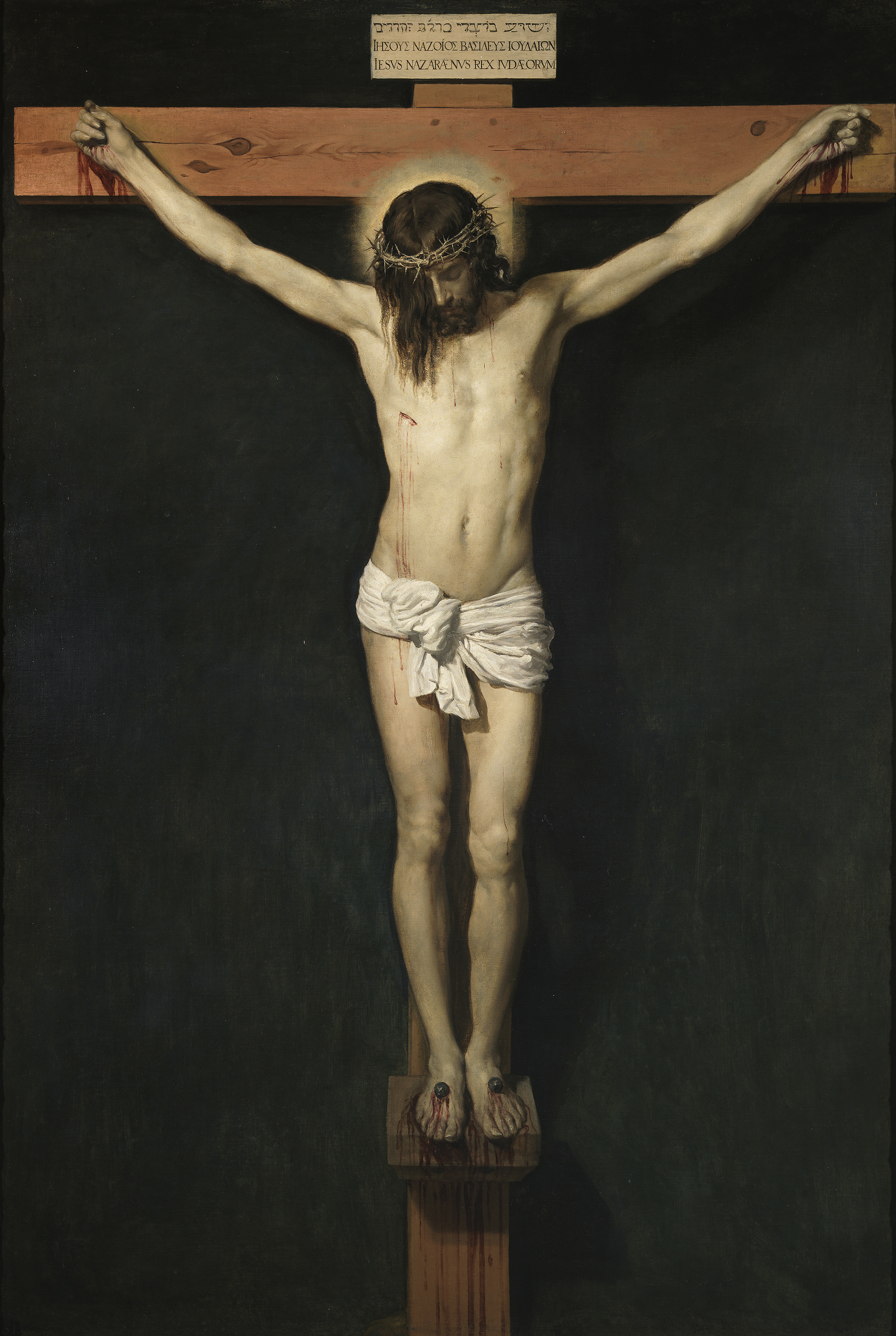
Розп'яття (Дієго Веласкес, 1632, Національний музей Прадо)

Це стаття про християнську реліквію. Про Хрест як символ (див. Розп'яття)
Животворний Хрест (грец. ὁ ζῳοποιὸς σταυρός, лат. Vera Crux) — у християнській традиції хрест, на якому був розп'ятий Ісус Христос. Одне зі знарядь Страстей Христових. Належить до головних християнських реліквій. Застосування епітета «животворний» пов'язане із даром життя вічного після хресної смерті Ісуса Христа, та чудесами, що сталися при здобутті Хреста (Визначення дійсності хреста). Також — святий Хрест, істинний Хрест, Хрест Господній, Животворне дерево.
«Винесення чесних древ животворчого Хреста Господнього» є одним зі змістів православного свята Маковія.

## Назва
- Животворний Хрест
- Істинний Хрест (лат. Vera Crux, ісп. Veracruz) — латинська назва; іспанською — Вера-Крус, або Веракрус.
- Святий Хрест (ісп. і порт. Santa Cruz) — іспанська й португальська назви; іспанською — Санта-Крус, Санта-Круз; португальською — Санта-Круш.

## Апокрифи

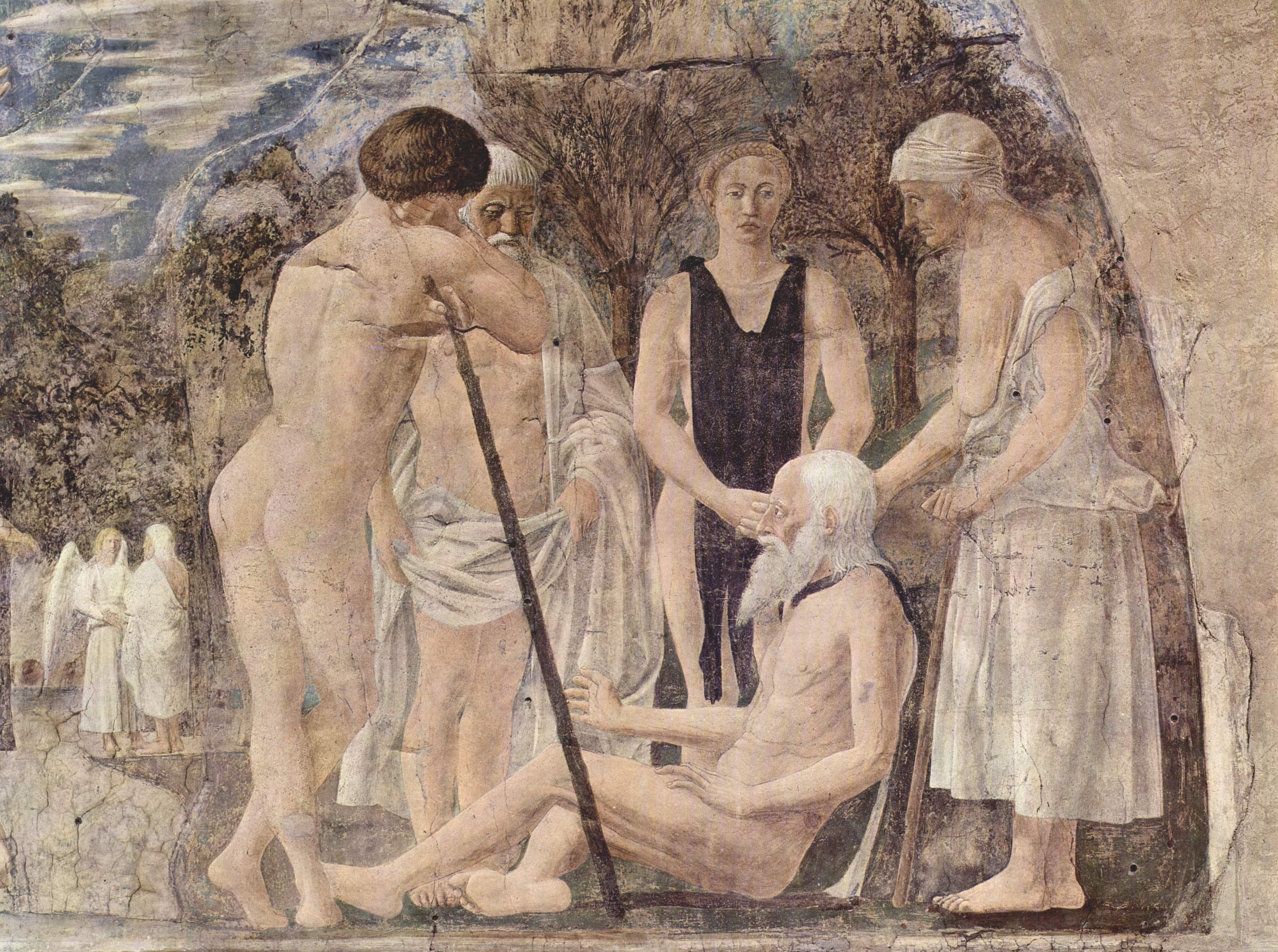
«Смерть Адама» (на задньому плані Сиф отримує від ангела райську гілку), П'єро делла Франческа, 1452-1465, церква Сан Франческо в Ареццо.

Євангелія не повідомляють особливих подробиць про Хрест, на якому Христос був страчений через розп'яття. Він згадується як вже готовий предмет при описі його несення Христом на Голгофу (наприклад, розповідь про хресну дорогу у євангеліста Луки — Лк. 23:26-31).
Апокрифічна ж література, на відміну від канонічних текстів, містить безліч деталей легендарної історії Животворного Хреста. Проте історія Хреста, як значимої для християнського світу реліквії, що підкріплюється достовірними свідченнями, починається лише з розкопок, проведених рівноапостольною імператрицею Оленою і описаних багатьма ранньохристиянськими істориками.
Цикл легенд про Животворний Хрест виник переважно в Палестині і має давнє походження (ранні списки «Євангелія від Никодима» датуються V століттям). Основний акцент в апокрифічних оповідях виконаний на зв'язку знаряддя хресної смерті Христа з одним із райських дерев та іншими подіями Старого Завіту. Також апокрифи оповідають і про обставини набуття Хреста (апокриф «Вчення Аддая апостола»).
Дослідники вважають, що автори цих переказів не ставили за мету прославити дану християнську реліквію, значущість якої ніколи не оспорювалася. Метою було показати походження християнства (будучи, на той момент, ще «молодою» релігією) від найдавнішої традиції, буквально «від Адама».
Апокрифічна історія Животворного Хреста знайшла своє відображення в численних зображеннях. Найповніший цикл зображень цієї історії виконаний у 1452—1465 роках П'єро делла Франческом на фресках у головній капелі базиліки Сан Франческо в Ареццо.

### Богомильська легенда
Богомилкам приписується одна з дуалістичних легенд про Животворний Хрест, яка розповідає про створення світу і посадження раю одночасно Богом і Сатанаілом. Відповідно до цієї легенди, Бог, при посадженні одного з райських дерев говорить Сатанаілу: «Тут буде тіло моє, і дерево послужить для твого вигнання». Коли ж Сатанаіл відкинув Бога, то, прийшовши подивитися на дерево пізнання добра і зла,— був вигнаний його таємничої силою з раю, і диявол вперше став чорним. Дерево ж розрослося на три стовбури, названих стовбурами Адама, Єви і Господа (у центрі). Після вигнання перших людей з раю дерево розпалося, і тільки «частина Господа» залишилася на місці. Частина Адама впала в Тигр і була принесена водою в землю Мадіамську, а частина Єви під час всесвітнього потопу потрапила в Мерру. З цих двох частин за богомильською легендою і був зроблений Хрест для розп'яття Ісуса Христа.

### «Золота легенда»

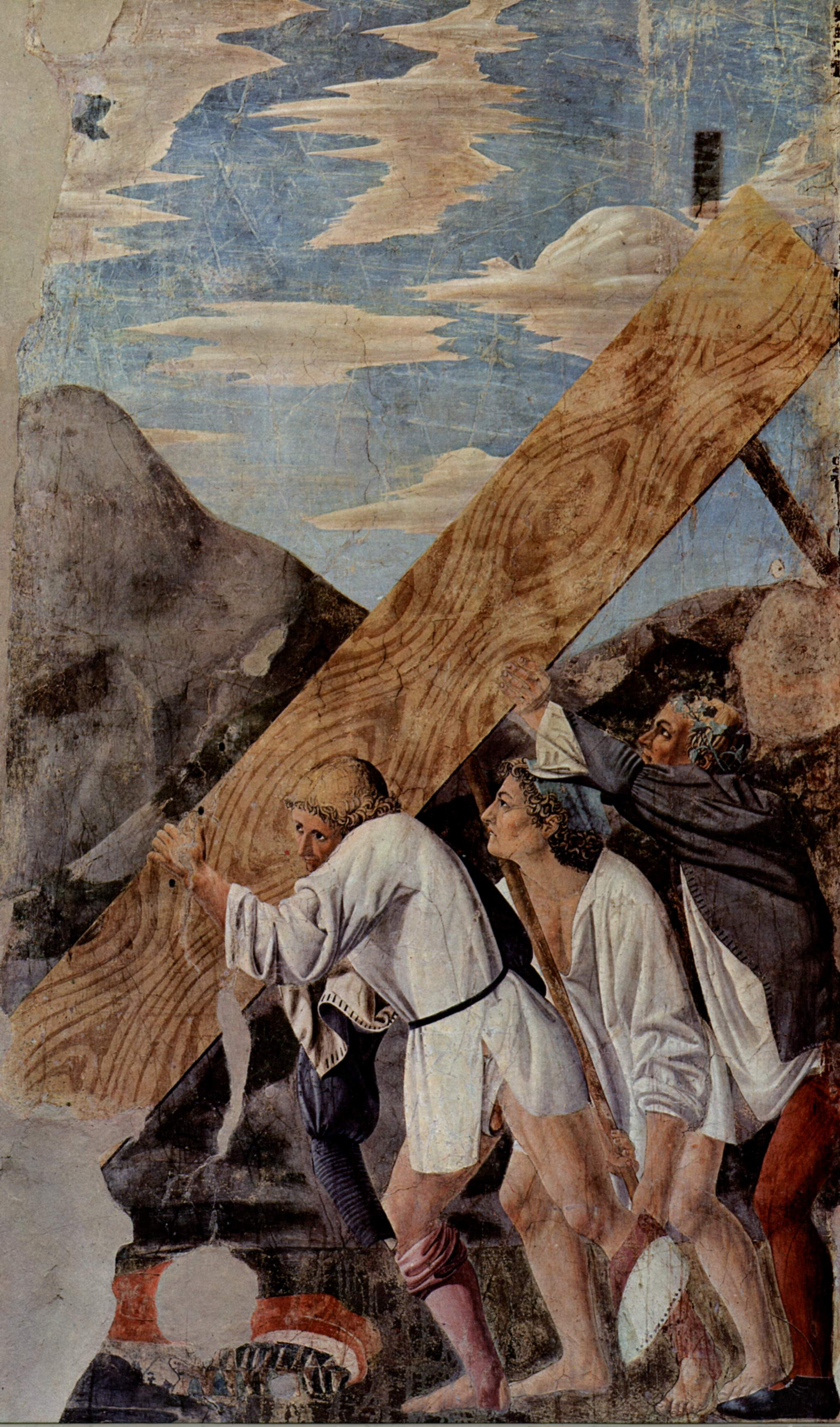
Слуги Соломона закопують Животворящого древа

Цей текст переказу про Животворний Хрест зберігся на Заході у складі «Золотої легенди», на Сході відомий лише за декількома грецькими рукописами.
Основа історії про походження матеріалу для Животворного Хреста взята з апокрифічного «Євангелія від Никодима». У ньому розповідається, що коли Адам був при смерті, його син Сиф пішов до брами Раю з метою отримати масло прощення і помазати їм тіло свого батька. Однак з'явився архангел Михаїл повідомив, що масло прощення всьому світу буде даровано через 5500 років (пророцтво про пришестя Христа) і дав Сифу гілку від дерева пізнання Добра і Зла, плід з якого скуштував Адам під час гріхопадіння. Вручивши гілку, архангел сказав: «Якщо зможеш оживити цей сухий плід, то бути йому зцілення».

Повернувшись додому, Сиф знайшов Адама мертвим і вклав суху гілку в його рот (за іншими версіями, на голову Адама Сиф надів вінок, сплетений із цієї гілки, або це зробив сам Адам, який ще був живий до моменту повернення Сифа). Потім з неї проросло дерево з трьох зрощених стовбурів, яке продовжувало зростати тисячоліття до настання часів царя Соломона.
Цей цар, зрубав дерево, та намагався використати його при будівництві Єрусалимського храму, однак воно не підійшло за розмірами. Брус використовували при будівництві моста. Коли відома своєю мудрістю цариця Савська нанесла візит Соломону, вона схилилася перед деревом на коліна. Вклонившись, вона передбачила, що Спаситель світу буде повішений на цьому дереві, і від того царства юдеїв прийде розорення і кінець. Потім, замість того щоб ступати по дереву, вона боса перейшла струмок убрід. Злякавшись Соломон наказав закопати брус.
Деревина була знайдена при будівництві басейну для обмивання жертовних тварин. Проте вода в ньому прославилася зціленнями, і його перетворили на цілющу купальню (Сілоамська купіль). Після арешту Христа дерево спливло з вод купальні. З нього вирішили виготовити Хрест для розп'яття Ісуса Христа, а саме вертикальний тримальний стовп. Поперечний брус, табличка і підніжжя були зроблені з інших порід дерева. За легендою Хрест був зібраний з деревини пальми, кипарису, кедру і оливи.

### Російські апокрифи
У російському апокрифі «Слово о Крестном Древе» (XV-XVI століття) наводиться історія Хресного Дерева, аналогічна європейській «Золотій легенді», з додатком легенд про Мойсея і Лоті. Однак цариця, що прийшла до Соломона, називається сивілою. Вона, прийшовши подивитися на викинуте Соломоном дерево, сіла на нього і була обпалена вогнем. Після цього вона прорекла: «О тръклятое дрѣво», а народ, що стояв поруч, вигукнув: «О тръблаженое дрѣво, на немже распятся Господь!». Також «Слово про Хресне Дерево» повідомляє, що дерево з легенди про Мойсея (див. нижче) пішло на виготовлення хреста для розп'яття Божевільного розбійника.
У Древньоруських апокрифах цариця Савська часто називається сивілою і в ряді джерел їй приписують пророцтво про долю дерева, відкинутого Соломоном при будівництві храму:

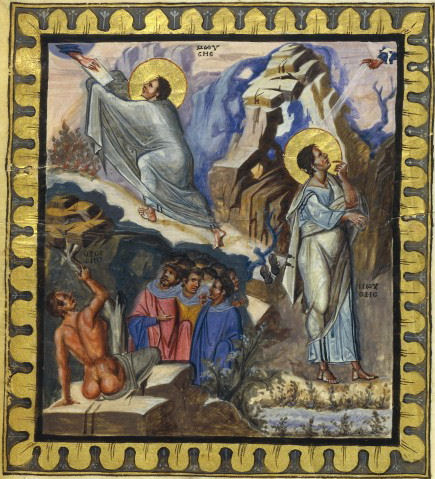
Історія Мойсея. Мініатюра з Паризького псалтиря, Візантія, X століття

|  | Царица Никавля и она же Сивилла Савская, увидя въ Іерусалимѣ у Соломона не гніючее древо, на коемъ около тысячи лѣтъ послѣ распятъ Христосъ, въ изступленіи возгласила: Се древо, на немъ же Богъ облеченный плотію умретъ въ воскресеніе |

### Інші легенди
- Пов'язана з Мойсеєм:

Легенда заснована на описаній в Старому Завіті історії народного нарікання біля гірко-солоного джерела Мерри (Вих. 15:23-25). У апокрифах існує дві версії цього сюжету. Перша — Мойсей посадив на березі джерела дерево, принесене з раю під час всесвітнього потопу (див. богомильську легенду про дерево Єви). Друга — ангел дав Мойсею гілки трьох дерев: алое, кедр та кипарис і звелів, сплітаючи їх разом,— як символ Святої Трійці,— посадити на березі. В обох варіантах легенд подальша доля вирощеного дерева відповідає описаній в «Золотій легенді» історії з царем Соломоном.
- Зв'язана з Лотом:

Ця легенда описує походження дерева для Хреста благочестивого розбійника, однак у ряді варіантів з нею пов'язується і походження Животворного Хреста. Згідно з легендою, Сиф отримав від ангела не тільки гілку від дерева пізнання добра і зла, але і ще одну, яку Сиф пізніше запалив на березі Нілу й вона довго горіла вогнем незгасимим. Коли ж Лот згрішив зі своїми дочками, то Бог звелів йому для спокутування посадити три гол́овні з того багаття й поливати їх поки не виросте велике дерево. З цього дерева був зроблений хрест благочестивого розбійника або, пройшовши шлях, описаний у «Золотій легенді», воно стало матеріалом для Животворного Хреста.

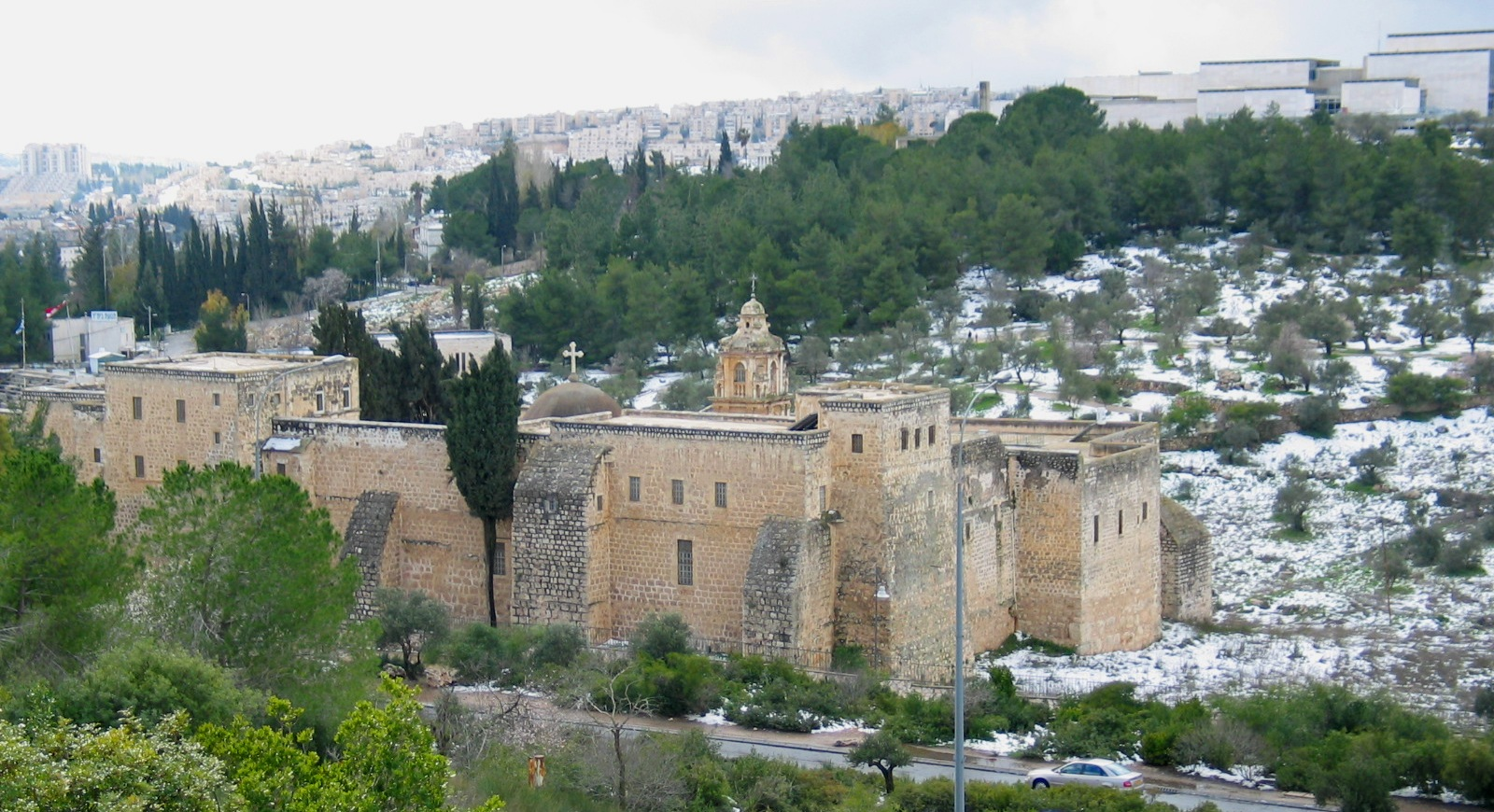
Монастир Святого Хреста в Єрусалимі на місці, де за переказами росло дерево Хреста

Існує й друга легенда про походження дерева для Хреста, пов'язана з Лотом. Коли Аврааму в Мамврі з'явився Бог у вигляді трьох ангелів, то вони (перед відходом у Содом) залишили йому свої три посохи. Їх і віддав Авраам Лоту після його гріхопадіння з дочками, звелівши посадити їх в околицях Єрусалиму, і поливати водою з Йордану. Лот, прагнучи спокутувати свій гріх, виконав доручення Авраама — посадив палиці в долині, сам носив воду з Йордану, боровся з сатаною, котрий спокушав його через помисли. Посохи проросли і виросли в триєдине дерево пінію—кипарис—кедр. Далі доля дерева повторює історію, описану в «Золотій легенді».
Грецький православний монастир Святого Хреста,— один з найстаріших в Єрусалимі,— згідно з переказами побудований там, де Лот посадив дерево Хреста. Срібний круг в каплиці позаду головного вівтаря монастирської церкви відзначає це місце, шановане як священне.

## Здобуття Хреста

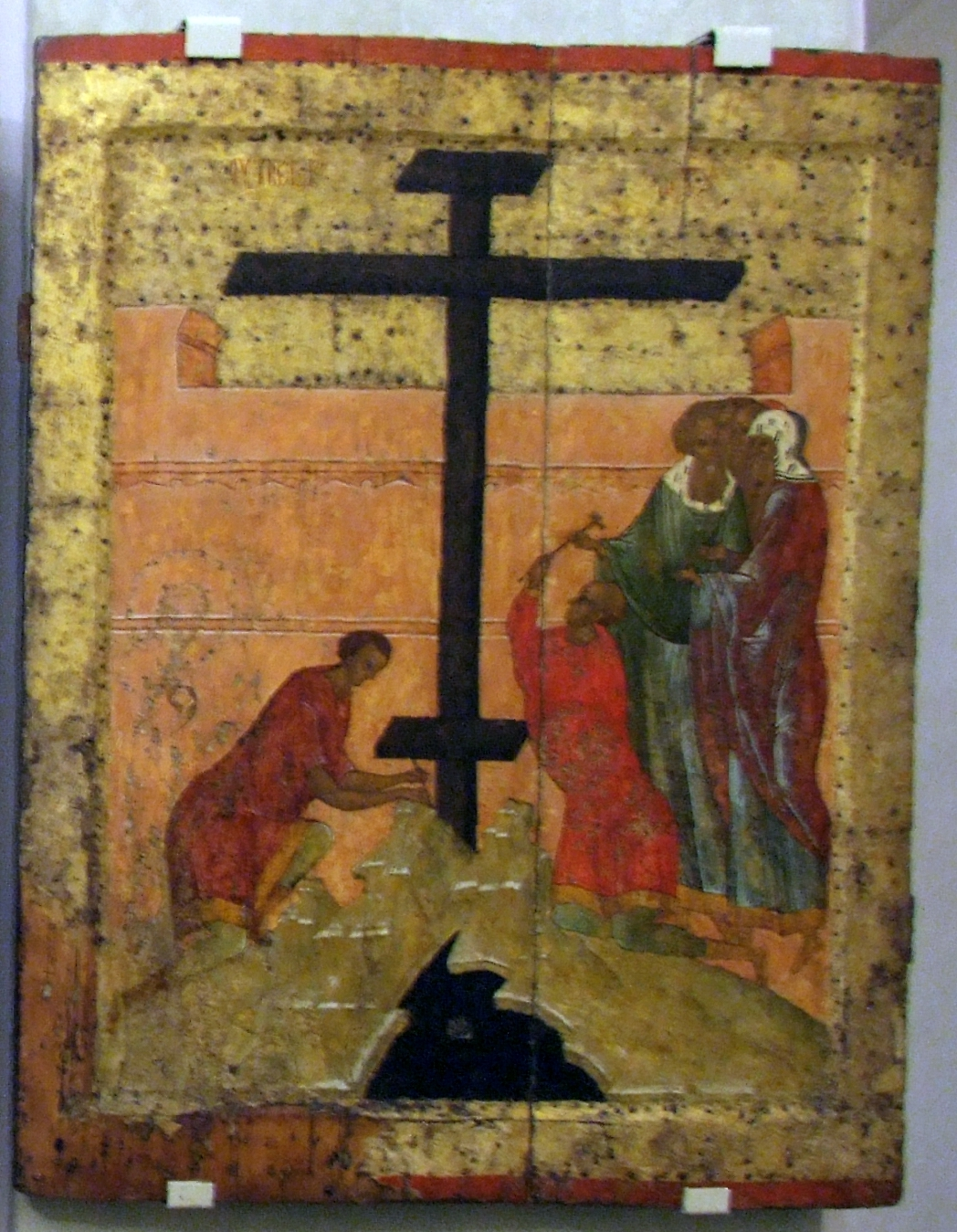
Встановлення Хреста (перед Розп'яттям Христовим). Близько 1497(?), Ростовська школа(?) З Успенського собору Кирило-Білозерського монастиря.

### Відомості церковних істориків

#### Церковні історики IV—V століть
Наступний цикл легенд, що говорить вже про Здобуття історичної церковної реліквії — Хреста, загальноприйнятого віруючими як Істинний, веде свій початок з 326 року, коли, як вважається, він був знайдений імператрицею Оленою (матір'ю імператора Костянтина Великого) під час її подорожі в Єрусалим, розпочатого з метою паломництва та пошуку християнських реліквій:
Разом з Хрестом Господнім Оленою були знайдені чотири цвяхи та титли INRI.
Ця історія описана багатьма авторами того часу: Амвросієм Медіоланським (бл. 340—397 рр.), Руфіном (345—410 рр.), Сократом Схоластиком (бл. 380—440 рр.), Феодоритом Кирським (386—457 рр.), Сульпіціус Северусом (бл. 363—410 рр.), Созоменом (бл. 400—450 рр.).

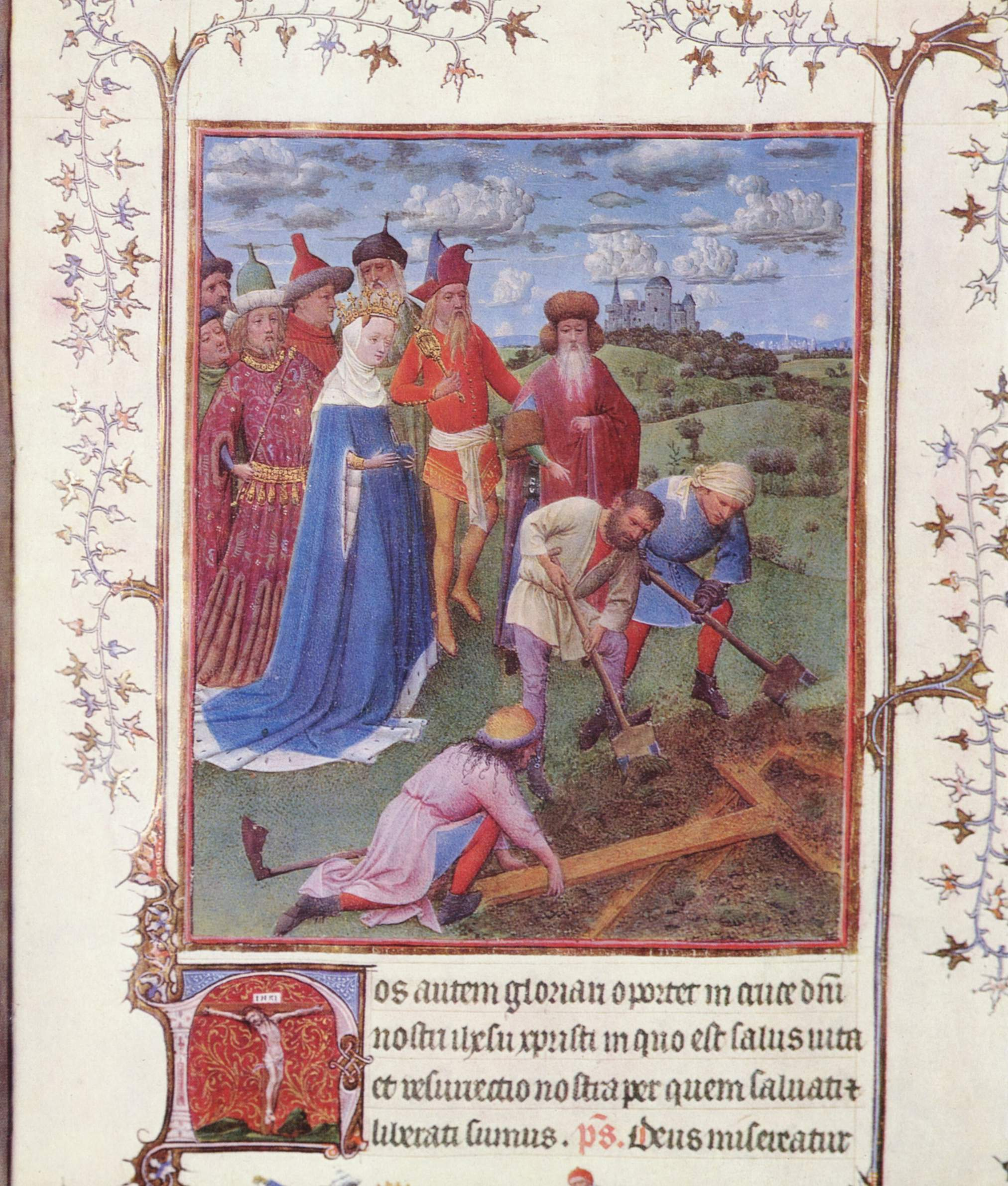
Імператриця Олена спостерігає за розкопками. Ян ван Ейк. Мініатюра з «Найпрекраснішого Часослова Нотр-Дам»

Найбільш ранній церковний історик Євсевій Кесарійський (бл. 263—340 рр.) у своїй праці «Життя Костантина» докладно повідомляє про відкриття «божественної гробниці», проте не згадує ні про знайдений Животворний Хрест, ні про участь в цій події цариці Олени. За його розповідями — печеру, де був похований Христос, знайшли в ході боротьби з язичницькими храмами. Коли за наказом Костянтина зривали насип храму «солодкострастному демону любові» (тобто богині Венери), то «раптом в глибині землі, понад всяке сподівання, знайдено порожній простір, а потім „Чесне і Всесвяте Знамення рятівного Воскресіння“. Тоді священна печера стала для нас образом повернення до життя Спасителя.» Євсевій не уточнює, що являло собою знамення. За Євсевієм цариця Олена спорудила церкву у Вифлеємі неподалік іншої печери, де Христос народився в плоті.
Сократ Схоластик та Євсевій наводять лист імператора Костянтина до Макарія Єрусалимського, де імператор дає вказівки про будівництво храму на місці відкриття «Знамення Святіших Страстей». Однак Костянтин в листі не називає хреста, але говорить про відкриття святого місця.
Якщо сучасники цариці Олени й імператора Костянтина нічого не повідомляють про знайдення Хреста, то вже при правлінні його сина, — імператора Констанція ІІ (правив 337—361 рр.), — в церковних колах твердо впевнені в тому, що знайдення відбулося при Костянтині. У листі Констанцію з приводу знамення Хреста на небі єпископ Кирило Єрусалимський пише: «Бо при Боголюбному, і блаженній пам'яті Костянтина Отця Твого, знайшовши в Єрусалимі Спасительне дерево Хреста: коли він маючи найбільшу ревність до благочестя, через сприяння Божественної благодаті,— знайшов потаємні Святі місця».
Вперше в збережених текстах історія про знайдений Хрест з'являється в розгорнутому вигляді у Амвросія Медіоланського в 395 році. У «Слові на кончину Феодосія» він розповідає про те, як блаженна Олена веліла копати на Голгофі і виявила там 3 хрести. За написом «Ісус Назарянин, Цар Юдейський» знайшла вона справжній Хрест і вклонилася йому. Також вона знайшла цвяхи, якими був розп'ятий Господь, і один з них вставила в вуздечку, а інший — в діадему.
Схожа історія викладається в 10-му розділі «Церковної історії» Руфіна, що є латинським перекладом фрагменту однойменного твору Геласія Кесарійського. Втрачений оригінальний грецький текст Геласія датується приблизно 390 ом і може вважатися першим відомим викладом історії знайдення Хреста Оленою. Ця історія в цілому близька розповідям Амвросія, проте містить вставку з чудовим зціленням вмираючої жінки — «божественним свідченням», що підтвердив напис на Хресті. Згідно з Руфіном: Хрест був знайдений на місці страти Христа, замаскованому статуєю Венери. Олена будує храм на цьому місці, а знайдені цвяхи відправляє сину.
У найбільш розвиненому вигляді легенда про знайдений Хрест з'являється у Сократа Схоластика та Созомена. Сам Сократ так повідомляє про джерело з історії набуття хреста: «Це написав я хоч і по слуху, однак про автентичність цієї події говорять майже всі жителі Константинополя.»
Праці цих істориків лягли в основу наступних описів знаходження Животворного Хреста (зокрема, в «Хронографі» візантійського історика Феофана (760—818 роки)).
На основі цих історичних свідчень із добавленими апокрифічними джерелами — розповідь про знайдення Животворного Хреста була внесена Яковом Ворагінським в його «Золоту легенду», яка і здобула таку широку популярність на Заході.

#### Дата Здобуття Хреста
Питання про точну дату, коли Оленою був знайдений Хрест, є спірним. Найбільш поширеною є дата, що наводиться в Сократа Схоластика — 326 рік. Сократ не називає року, в який відбулося Здобуття Хреста, але в його «Церковній історії» розповідь про подію йде відразу після згадування святкування 20-річчя правління Костянтина (25 липня 326). Сходознавець Йосип Ассемані (директор Ватиканської бібліотеки) в XVIII столітті вважав, що Хрест був знайдений Оленою 3 травня 326 року (за юліанським календарем).
Російський богослов, професор М.М. Скабаллановіч, ґрунтуючись на олександрійської хроніці VI століття, відносить Здобуття Хреста до 320 року. При цьому він категорично не згоден з датуванням цієї події 326 роком, оскільки за рядом даних Св. Олена померла в 325 році, а не в 327, як вважали раніше.

#### Місце розкопок

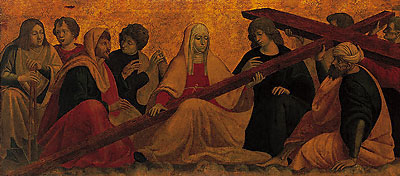
Здобуття Хреста святої Оленою, 1516-1533

Усі нечисленні вказівки істориків, найближчих за часом до пошуків, зводяться до того, що хрести були знайдені недалеко від Гробу Господнього, однак не в самому Гробі. І хоча існувало юдейський обрядовий припис, який вимагав, щоб дерево, на якому хто-небудь був розп'ятий, було поховано разом із страченим, воно не могло було бути виконане побожним учнями Христа, вони не стали б класти знаряддя страти Йому до Гробу, як злочинцеві.
Існувала ймовірність, що всі три хрести, використані при страті в той день, могли бути зариті поблизу від місця розп'яття. Созомен у своїй праці висуває наступне припущення про можливу долю Хреста після зняття з нього тіла Ісуса: «Воїни, як оповідає історія, спершу знайшли мертвим на хресті Ісуса Христа і, знявши Його, віддали для поховання; потім, маючи намір прискорити смерть розіп'ятих по обох його сторонам розбійників, перебили їм гомілки, а самі хрести кидали один за одним, як попало».
Євсевій Кесарійський так описує місце розкопок:

Монета імператора Антоніна Пія, карбований у Кесарії Палестинської із зображенням статуї Венери в її єрусалимському храмі

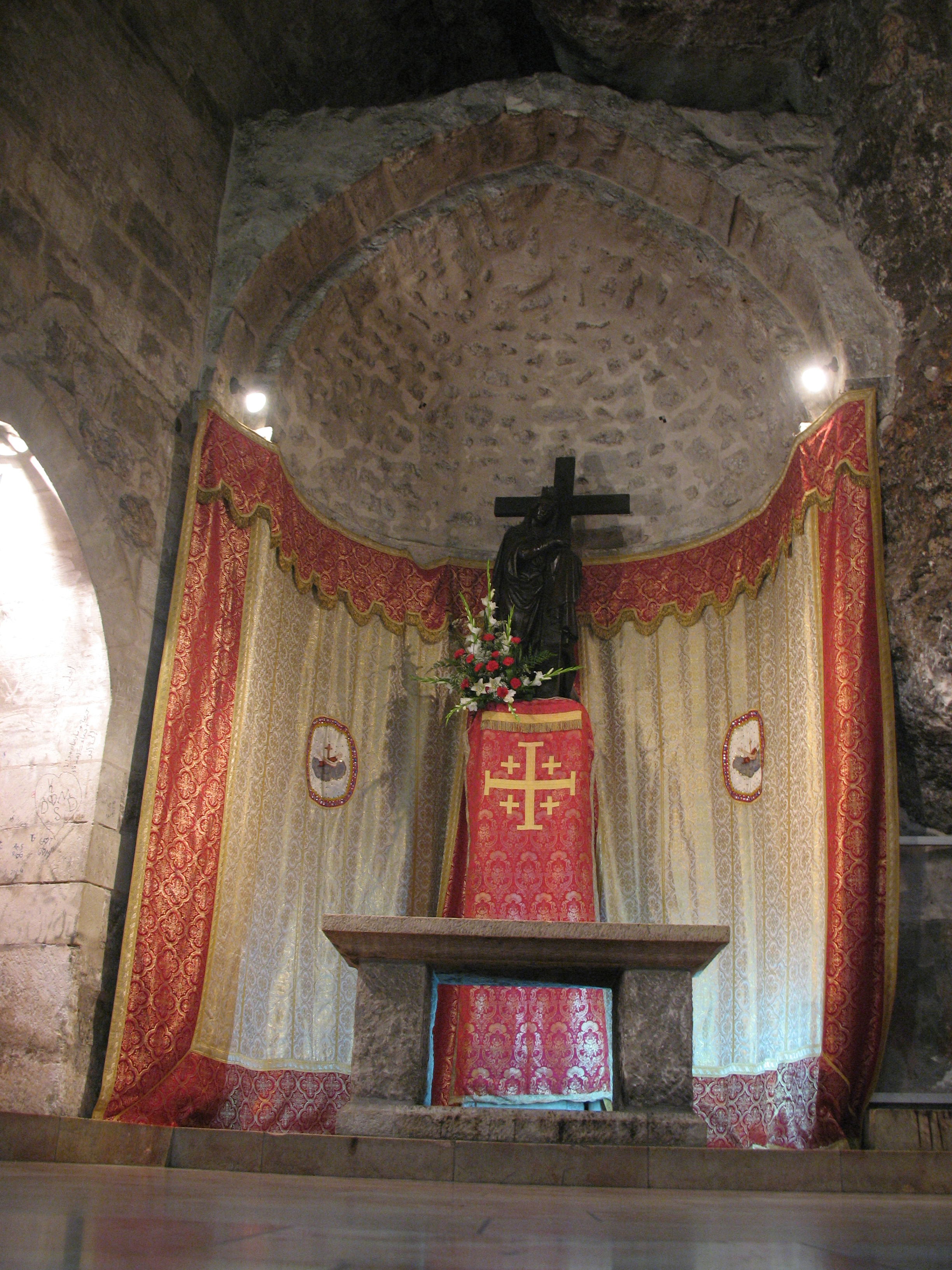
Статуя святої Олени в прибудові Здобуття Хреста, ліворуч від місця, де він був знайдений

Про перебування на місці Гробу Господнього святилища Афродіти (Венери) згадує у своїй праці і Сократ Схоластик, повідомляючи при цьому, що ввесь Єрусалим прийшов у запустіння:
«Людей живучих в Христі шанували цю гробницю з часу страстей, а ті, що втікали від Христа зарили те місце, і, побудувавши на ньому капище Афродіти, поставили ідола, щоб винищити саму згадку про те місце».
Храм Венери в Єрусалимі дійсно існував. Він був побудований в 130-х роках імператором Адріаном, що призвело до заколоту серед місцевого населення. Вважається, що на монетах, карбованих за часів імператора Антоніна Пія в Кесарії Палестинській зображена статуя Венери Переможниці, що стоїть в її храмі в Єрусалимі. Факт будівництва храму Афродіти на місці Гробу Господнього згадує і Феофан: «Після цього невдовзі від Бога вказано Макарію місце, на якому збудовано було храм нечистої Афродіти та поставлена її статуя. Богом вінчана Олена, за царської своєї влади, негайно повеліла великому числу майстрів розкопати вщент і очистити місце храму Афродіти, за великі гроші спорудженого в давні часи Елієм Адріаном».

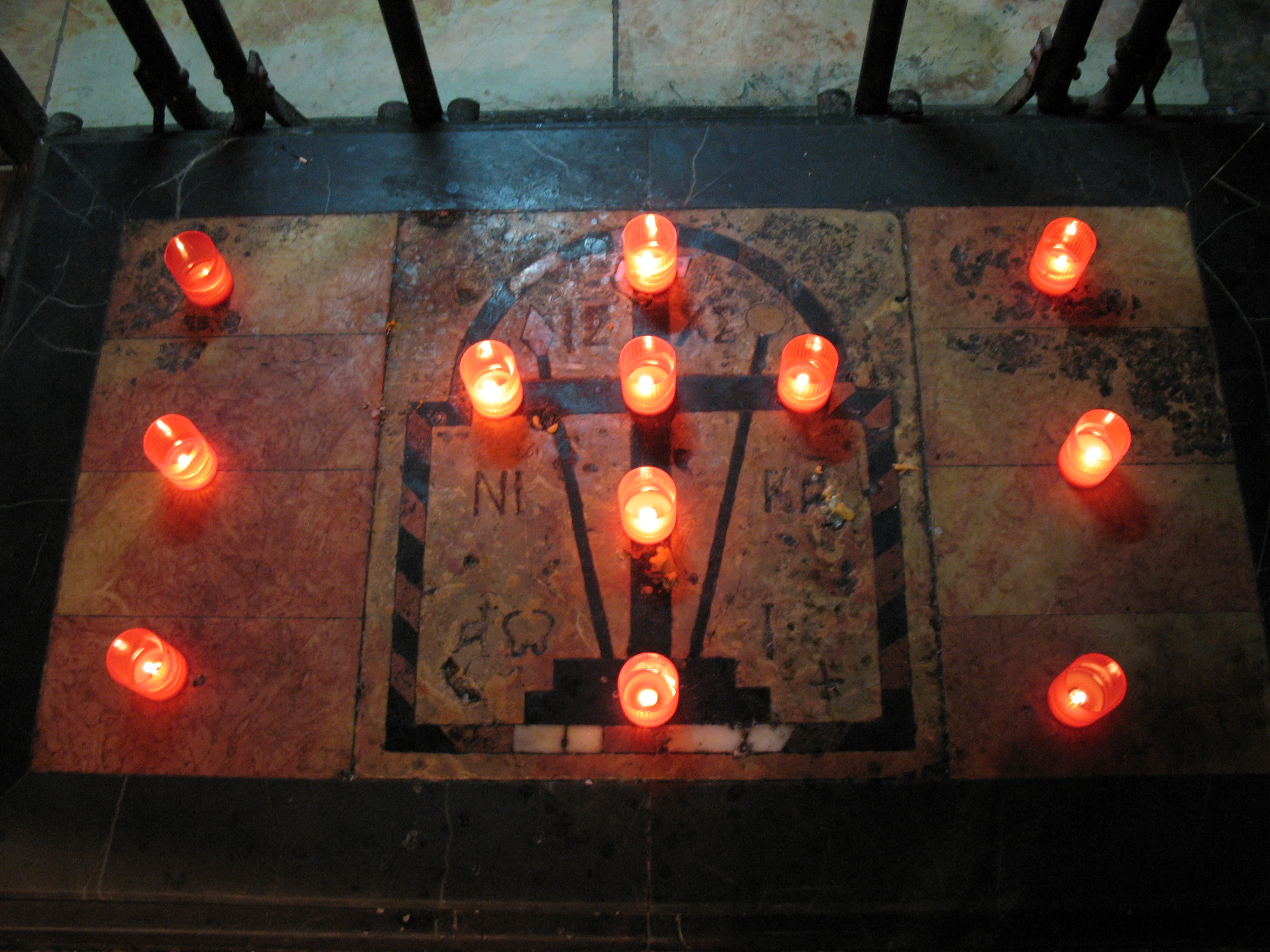
Мармурова плита, що відзначає місце набуття Хреста

Місце Здобуття Хреста знаходиться в прибудові Здобуття Хреста Храму Воскресіння Христового в Єрусалимі, в колишній каменоломні. Воно відзначено вправленою в підлогу плитою червоного мармуру, з зображенням хреста, плита з трьох сторін обнесена металевою огорожею,— тут же спочатку і зберігався Хрест. У боковий вівтар Здобуття Хреста з підземної вірменської церкви Св. Олени вниз ведуть 22 металеві ступені,— це найнижча і сама східна точка Храму Гробу Господнього, два поверхи вниз від основного рівня. У прибудові Здобуття Хреста під стелею близько спуску є вікно, зазначається місце, з якого Олена спостерігала за ходом розкопок і кидала для заохочення працюючих гроші. Це вікно з'єднує боковий вівтар з вівтарем церкви святої Єлени.
Про розкопки Гробу Господнього найбільш докладно написав Євсевій Кесарійський, проте він повідомляє лише про одну печеру-гробницю. У дійсності ж при розкопках їх було знайдено щонайменше дві. Друга печера — це вирубаний в монолітній скелі склеп, із двома поховальними нішами періоду Другого Храму. Цей склеп був включений до складу храму Гробу Господнього при споруді і сьогодні його можна побачити в сирійській каплиці, за 17 метрів по прямій на захід від Гробу Господнього. Згідно з переказом, тут були поховані таємні учні, які поховали Христа,— святі Йосип Аримафейський та Никодим. На думку дослідників, при розкопках могло бути знайдено невелике єврейське кладовище, а коли Євсевій прибув до Єрусалиму, то йому, імовірно, показали тільки одну гробницю, яка була ідентифікована як Гріб Господній, а сусідні з нею вже зрив або знищили, щоб виділити потрібну.

#### Допомога Юди Киріака

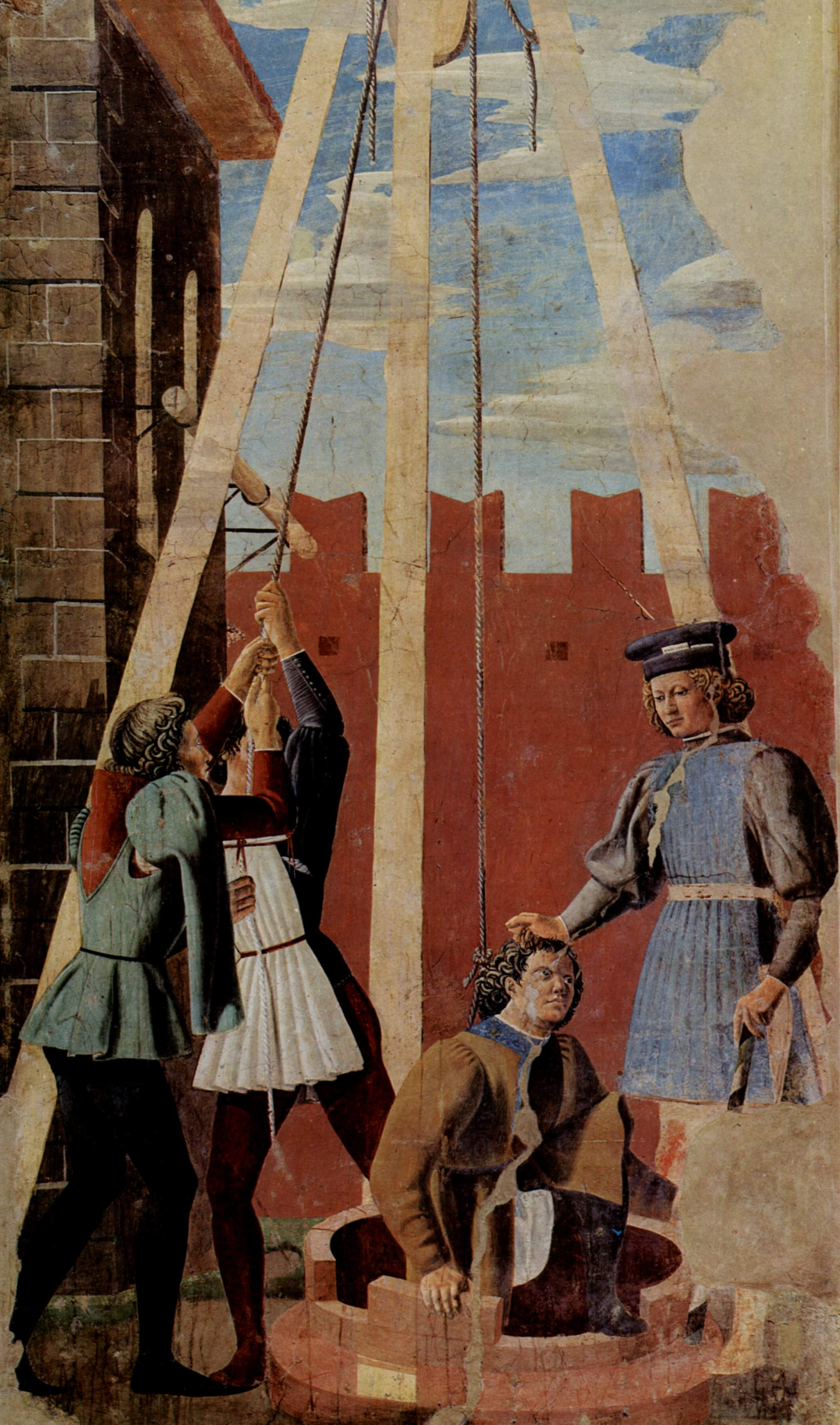
Юду Киріака опускають в колодязь, П'єро делла Франческа, 1452-1465, церква Сан Франческо в Ареццо

За «Золотою легендою», допомогу в пошуках Хреста надав єврей Юда (після застосованих до нього катувань). хрестився потім під ім'ям Киріака (Квіріака) він став потім єпископом Єрусалиму і прийняв мученицьку смерть за часів імператора Юліана Відступника (така ж розповідь наводиться у церковних істориків Созомена і Григорія Турського). Відомості про нього як про єрусалимського єпископа не підтверджуються істориками.
За «Золотою легендою», Юда був одним з єврейських мудреців, предком якого був першомученик Стефан. Дізнавшись від свого батька про місце знаходження Хреста, він після приїзду Олени в Єрусалим на раді старійшин заявив, що виявлення Хреста зруйнує їхню релігію і позбавить юдеїв переваги над християнами. Тоді євреї заборонили повідомляти імператриці про місцезнаходження реліквії, але після того, як Олена пригрозила спалити їх живцем, ті видали Юду. Олена кинула його в висохлий колодязь, протримала там сім днів, після чого «він, прийшовши в одне місце, свій голос підніс та й благав, щоб йому послано було знамення. Негайно ж у тому місці задвигтіла земля, і зійшов дим настільки дивно солодкого, що, відчувши його, Юда вдарив у долоні від радості і вигукнув: "Воістину, Ісус Христос, Ти Спаситель світу!"».
Історія про Юду заснована на повідомленні Созомена про досвідченого юдея, який жив на Сході, вона стала частиною офіційної легенди про Здобуття Хреста, тільки в новому ракурсі, створеному Яковом Ворагінським. Про залучення місцевих жителів до пошуків Хреста писали також Руфін, Паулін Ноланскій і Сульпіціус Северіус Проте пізніше в VII столітті Іоанн Нікійський повідомляв, що людина, що знайшла для Олени Хрест був якийсь Аблавіус, «ревний християнин, один з найіменитіших людей [імперії]».

#### Визначення Істинного Хреста

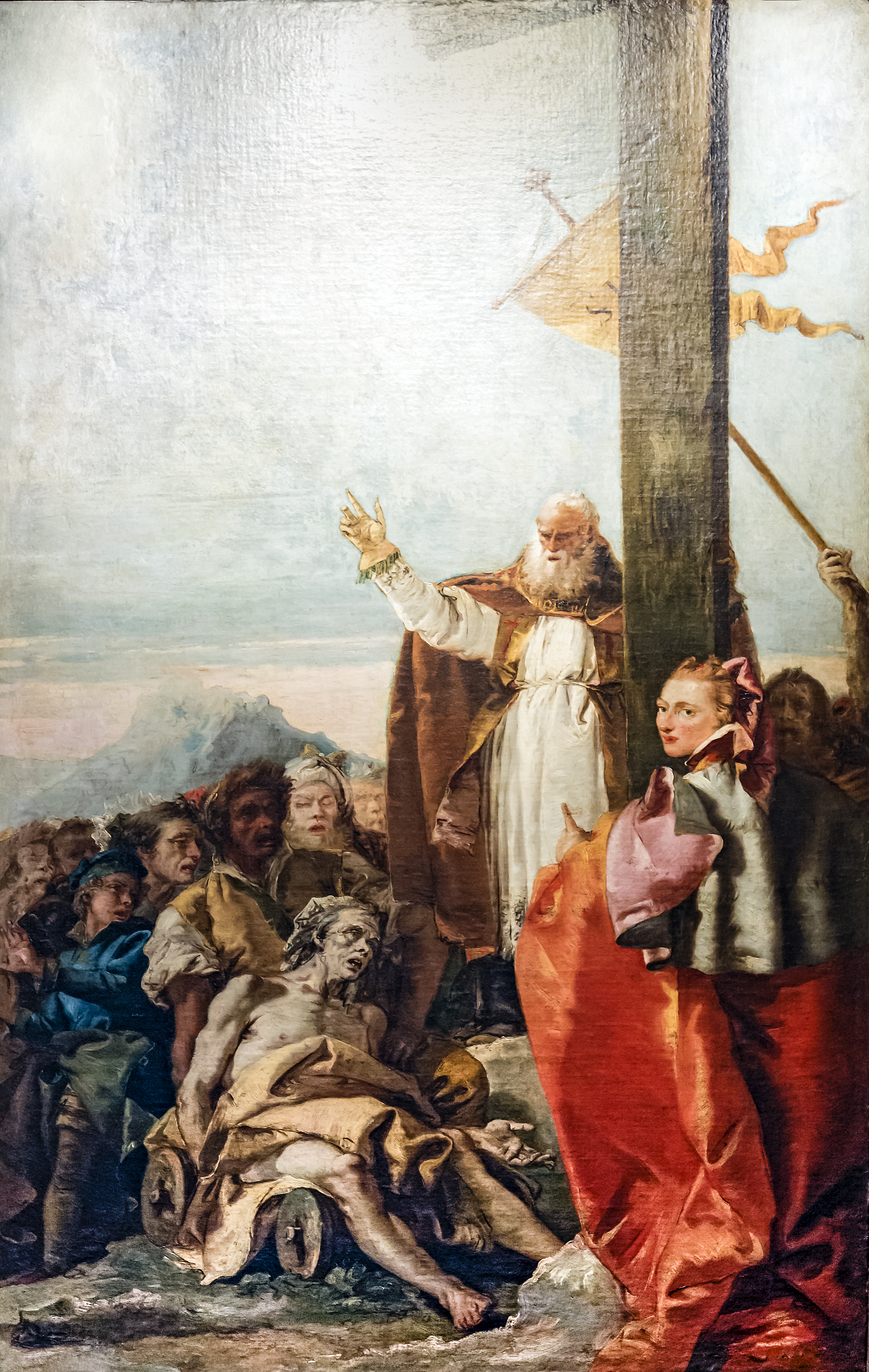
Визначення дійсності хреста, Джованні Доменіко Тьєполо,

В ході розкопок, що супроводжувалися появою пахощів, були знайдені три хрести — «один — Преблаженний, на якому висів Христос, а інші, на яких були розп'яті двоє розбійників». У визначенні Істинного Хреста допомогу Олені надав єрусалимський єпископ Макарій I:
| Він визначив Вірою,— тобто просив у Бога ознаки та отримав її. Це знамення полягало в наступному: у тій країні одна жінка хворіла важко, і нарешті, перебувала вже при смерті. Єпископ намірився піднести до вмираючої кожен з тих хрестів, віруючи, що, торкнувшись хреста дорогоцінного, вона одужає. Надія не обманула його. Коли підносили до жінки два хреста не господніх, вмираючій аніскільки не було краще, а як скоро піднесений був третій, справжній — вмираюча зараз же зміцнилася і повернулася до повного видужання. |

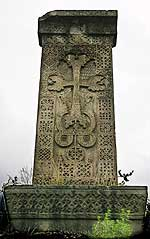
хачкар

Така ж розповідь наводиться у Руфіна, Феодоритом, і Никифора. Ця версія визначення істинного Хреста стала на Сході найбільш поширеною, її приводить і візантійський хроніст Феофан (760—818 роки): «До однієї жінки знатного роду, відчайдушно хворої і напівмертвої, Макарій підносив всі хрести, і взнав Хрест Господній. Ледве тінь його торкнулася хворої, як бездиханна й непорушна божественною силою вмить підвелася й гучним голосом прославила Бога».
На Заході поширенішою версією Дива, що сталося при встановленні істинного Животворного Хреста, є оповідання, що міститься в «Золотій легенді», про воскресіння через його покладання на мерця, проносимого повз місце розкопок. Як свідчить вірменська легенда, відміну Істинного Хреста від двох інших полягало в тому, що він процвів — на ньому з'явилися квіти, тому знамениті вірменські хрести-хачкари мають рослинний візерунок.
Здобуття хреста, за свідченням церковних істориків, справило враження не тільки на християн, але й на юдеїв, так що деякі з них, як і Юда з «Золотої легенди», хрестилися.

### Апокрифічна історія про перше знаходження Хреста
Апокрифічна історія першого знаходження Животворного Хреста міститься в сирійському «Ученні Аддая апостола», повний текст якого зберігся в рукописі VI століття (при цьому відомі уривки датуються V століттям). Цей апокриф відносить Здобуття Хреста до правління імператора Тиберія, який, як повідомляють апокрифи, майбутнього імператора Клавдія «зробив другою особою в державі». Дружина Клавдія, звана в апокрифі Протоніка (ймовірно ім'я пов'язане з грецьким виразом «перша перемога» (дав.-гр. ἡ πρώτη νίκη), яке за задумом автора апокрифа повинно було підкреслити первинність цієї легенди по відношенню історії набуття Хреста імператрицею Оленою), обернена в Римі в християнство проповіддю апостола Петра захотіла «побачити Єрусалим і ті місця, де Господь наш зробив подвиги Свої».
Протоніка взяла в подорож двох своїх синів і єдину доньку. По приїзді до Єрусалиму вона була зустрінута з імператорськими почестями, але на її прохання показати їй Голгофу і Гріб Господній апостол Яків повідомив їй, що вони під наглядом юдеїв, які «не дозволяють нам ходити туди і молитися перед Голгофою і гробницею». Дізнавшись це, Протоніка зустрілася з юдейськими старшими і звеліла їм передати Голгофу і Гріб Господній християнам, а після пішла туди і знайшла в гробниці три хрести. Коли вона входила в гробницю разом з дітьми, то «її юна дочка впала і померла без болю, без страждання, без якої б то не було причини для смерті». Смерть доньки була використана для визначення справжнього Хреста Господнього — Протоніка з молитвою покладала по черзі хрести на свою дочку і після покладання Істинного Хреста її дочка ожила і «прославив Бога, що повернув їй життя через хреста Свого».
Животворящий Хрест був переданий Протонікою Якову, першому єпископу Єрусалиму, а пізніше в часи Траяна (правив 98-117 рр.) При Симеоні, другому єпископі Єрусалима, виявився захований. Вдруге Хрест знайшла цариця Олена.
Легенда про перше находження Хреста існує тільки в сирійській, і під її впливом,— вірменській літературі.
Образ Протоніки повністю запозичений від імператриці Олени, а сам апокриф був використаний (епізод зустрічі Протоніки з юдейськими старшими) Яковом Ворагіним під час написання ним «Золотої легенди».
Дослідники прийшли до висновку, що легенда про перше набуття Хреста Протонікою є пізнішою версією, що з'явилася у візантійській Сирії під впливом грецької легенди про Олену і Киріака.
Існує також коптська версія даної легенди, яка приписує набуття Хреста імператрицею Євдокією, дружиною імператора Феодосія II, яка останні десятиліття свого життя (441/443-460 рр.) провела в Єрусалимі і витратила великі суми на удосконалення міста.

## Ірано-візантійська війна
У травні 614 року війська іранського шаха Хосрова II здобули візантійський Єрусалим і вивезли із нього Животворний хрест як трофей.
Через 13 років, 628 року візантійський імператор Іраклій розбив іранців і повернув християнську реліквію. Спочатку він встановив її у Константинополі, а 21 березня 630 року повернув до Єрусалима.

## Патрон
- Португалія:
  - муніципалітети: Албергарія-а-Веля, Баталя, Прая-да-Віторія, Санта-Круш-да-Грасіоза
  - парафії: Албергарія-а-Веля, Алваренга, Вера-Круш